# Rusdi Genest
Rusdi Genest est un sculpteur canadien, né à Sherbrooke (Québec) en 1939 et mort à Montréal le 14 avril 2019.
Il est reconnu pour ses bronzes uniques, œuvres symboliques et surréalistes, coulés par le procédé de la cire perdue, et ses reliefs muraux pressés à la main en pulpe de papier d’art fin.

## Formation et enseignement
Il a obtenu une maîtrise en arts de l'Université du Québec à Montréal. Il a perfectionné son art aux Écoles 
Nationales Supérieures des Beaux-arts, des métiers d’art et arts appliquées de Paris et à l'Université de 
Californie à Long Beach. Il a été professeur à l'Université du Québec à Chicoutimi, Saguenay et à l'École 
des Beaux Arts Saidye Bronfman à Montréal. Il a donné des stages au California State College at Sonoma puis 
au Cambridge et au Boston adult education aux États-Unis.

## Affiliations professionnelles
Le RAAV, CARFAC, CSQ, SSC, FIDEM, AMSA, MASQ et a été accepté membre du Syndicat National des Sculpteurs Créateurs Professionnels de France. Genest a réalisé des monuments d'intégration à l'architecture et a obtenu des bourses en création et subventions de recherches du Ministère des affaires culturelles du Québec[réf. nécessaire].

## Honneurs et distinctions
Il est membre élu de l’Académie Royale des Art du Canada. Prix du Ministre de l'Intérieur de la République d'Italie, de Art Credo, Toronto, Canada, du Gouverneur de la province de Ravenne, Italie ; médaillé du Salon des Arts et des Lettres de Paris Sud, France, du Festival des arts de Monterey et de Mill Valley, Californie, États-Unis[réf. nécessaire].

## Le créateur sur son art
L'artiste Rusdi Genest résume ainsi son approche à la création artistique:
« Dans mon art, y voir poésies métaphoriques, concertos ludiques ou symphonies énigmatiques. Témoin de notre impondérable humanité, de ses moments d'humour ou de tragédie, modelant en cire ou dans l’argile, je crée d’une manière intuitive automatiste en juxtaposant au hasard, esquisses, fragments, figures et empreintes texturées, les regroupant en moult attitudes intrigantes et postures complexes où l'espace même devient forme. Ce n'est qu'une fois terminée que l’œuvre me révèle son titre. »

## Œuvres d’Intégration à l’architecture
- Centre d'accueil Mgr Victor Tremblay, Chicoutimi, Saguenay, Qc
- Centre d'accueil Beaumanoir, Chicoutimi, Saguenay, Qc
- Centre d'accueil Cité des Prairies, Montréal, Qc

## Collections publiques
Smithsonian Institution de Washington DC, Museo Dantesco de Ravenna en Italie, Musée d'État de Berlin, 
British Museum de Londres, Musée de Wroclaw en Pologne, Résidence du Délégué Général du Québec à Paris, 
Centre Culturel de l'ambassade du Canada, Paris ; aux Archives Nationales et à la Bibliothèque Nationale, 
Ottawa, Canada et AMSA à New York,

## Œuvres
Collectifs sélectionnés: Angleterre, Finlande, France, Allemagne, Hongrie, Italie, Japon, Pologne, 
Portugal, États-Unis, Suède et Suisse et Canada.

## Expositions solos
- Montréal, Qc, Galerie Bernard, Ainsi va le Cosmos 2010
- Québec, Qc, Galerie Linda Verge, ‘Fugues en folie’ 2007
- Montréal, Qc, Galerie Bernard, ’Fugues en folie’ 2006
- Montréal, Qc, Galerie Bernard, Explosivités et Temps d’Arrêts 2001[1]
- Québec, Qc, Galerie Linda Verge, ‘Tissus Civilisations, Textures d’Humanités’ 1999
- Spokane, WA, US, Lorrinda Knight Gallery, ‘Bronze sketches & Paper manuscripts’, 1995
- Toronto, Canadian Exchange Tower, ‘Whimsical Serenades for Strewn Ceremonials’ 1994
- Montréal, Can, Centre Saidye Bronfman, ‘Dimension Humaine, Human Dimension’ 1993
- Montréal, Can, John Abbott Gallery, ‘Rusdi Genest, Bronze, Stoneware & Paper art, 1992
- Chicoutimi,Qc, Espace virtuel, Société des Arts, ‘Affichages Sculpturaux, clameurs/visions’ 1982
- Montréal, Qc, Galerie Université du Québec, ‘Affichages Sculpturaux, clameurs/visions’ 1981
- Montréal, Can, Galerie d’art Les deux B, ‘Proximiser un devenir par passages intensifs’ 1979
- Montréal, Can, Galerie Saint-Denis, ‘Mites et Mythes, bronzes cires perdues, et dessins’ 1978
- Montréal, Can, Galerie Balcon des Images, ‘L’Univers ésotérique féminin’ 1977[2]
- Paris, France, Maison Étudiants Canadien, Cité universitaire, ‘formes style féminines’ 1972
- Carmel, California, USA, Tantamount Art Theatre, ‘Magical sketches in bronze’ 1970
- Monterey, California, USA, Matrix Gallery, ‘Magical sketches in bronze’ 1969
- Hollywood, California, USA, Pan American Cultural Society, ‘Opera del sculptor Genesto’ 1967
- Beverly Hills, California, USA, Setay Gallery, ‘Lost wax cast bronze sculptures’ 1966